# پروتئین ضدیخ
پروتئین‌های ضدیخ (AFPs) دسته‌ای از پلی‌پپتیدهای تولید شده توسط جانوران، گیاهان، قارچ‌ها و باکتری‌ها هستند که امکان بقای آن‌ها را در دماهای زیر نقطهٔ انجماد آب فراهم می‌کنند. پروتئین‌های ضدیخ به کریستال‌های کوچک یخ متصل می‌شوند تا از رشد و تبلور مجدد یخ جلوگیری کنند که در غیر این صورت، این اتفاق، کشنده خواهد بود. همچنین شواهدی وجود دارد مبنی بر این‌که این پروتئین‌ها با غشای سلولی پستانداران برای محافظت از آن‌ها در برابر آسیب سرما تعامل دارند. این موضوع، نقش پروتئین‌های ضدیخ را در سازگاری پیدا کردن به هوای سرد نشان می‌دهد.

## تحمل انجماد و جلوگیری از انجماد
گونه‌های دارای پروتئین‌های ضدیخ می‌توانند به دو دستهٔ زیر دسته‌بندی شوند:
جلوگیری‌کننده از انجماد: این گونه‌ها می‌توانند از یخ زدن کامل مایعات بدن خود جلوگیری کنند.
تحمل و مقاومت در برابر انجماد: این گونه‌ها می‌توانند از انجماد مایعات بدن خود، جان سالم به‌در ببرند. تصور می‌شود که برخی از گونه‌های مقاوم به انجماد، از پروتئین‌های ضدیخ به‌عنوان محافظ سرما برای جلوگیری از آسیب انجماد استفاده می‌کنند، اما به‌طور کامل از انجماد جلوگیری نمی‌شود. مکانیسم دقیق این قابلیت، هنوز ناشناخته است. با این حال، تصور می‌شود پروتئین‌های ضدیخ ممکن است از تبلور مجدد جلوگیری کرده و غشای سلولی را برای جلوگیری از آسیب یخ تثبیت کنند. این پروتئین‌ها ممکن است در ارتباط با پروتئین‌های هسته‌زایی یخ (INPs) برای کنترل سرعت انتشار یخ پس از انجماد کار کنند.

## تنوع
بسیاری از انواع غیرهمولوگ شناخته‌شدهٔ پروتئین‌های ضدیخ وجود دارد.

### پروتئین‌های ضدیخ در ماهی‌ها

شکل ۱. سه سطح پروتئین‌های ضدیخ نوع I

گلیکوپروتئین‌های ضدیخ یا AFGP در یخ‌ماهی‌سانیان جنوبگان و ماهی شمالی یافت می‌شوند. آن‌ها ۲٫۶–۳٫۳ کیلو دالتون هستند. AFGPs به‌طور جداگانه در یخ‌ماهی‌سانیان و cod شمالی تکامل یافته است. در یخ‌ماهی‌سانیان، ژن AFGP از یک ژن پروتئاز سرین تریپسینوژن-مانند اجدادی به‌وجود آمد.

### پروتئین‌های ضدیخ در گیاهان
دسته‌بندی پروتئین‌های ضدیخ زمانی پیچیده‌تر شد که آن‌ها در گیاهان کشف شدند. پروتئین‌های ضدیخ گیاهی در جنبه‌های زیر با دیگر پروتئین‌های ضدیخ متفاوت هستند:
1. آن‌ها در مقایسه با دیگر پروتئین‌های ضدیخ، فعالیت هیسترزیس حرارتی بسیار ضعیف‌تری دارند.[۹]
2. عملکرد فیزیولوژیکی آن‌ها احتمالاً در مهار تبلور مجدد یخ به‌جای جلوگیری از تشکیل یخ است.[۹]
3. بیشتر آن‌ها پروتئین‌های تکامل‌یافته مرتبط با بیماری‌زایی هستند که گاهی خواص قارچ‌کش خود را حفظ می‌کنند.[۹]

### پروتئین‌های ضدیخ حشرات
تعدادی پروتئین ضدیخ در حشرات یافت می‌شود، از جمله در سوسک‌های Dendroides , Tenebrio و Rhagium و کرم جوانه‌های صنوبر. پروتئین‌های ضدیخ حشرات شباهت‌های خاصی دارند که بیشتر آن‌ها دارای فعالیت بالاتر (یعنی مقدار هیسترزیس حرارتی بیشتر) و ساختاری تکراری با سطح اتصال یخ صاف دارند.

### پروتئین‌های ضدیخ در جانداران دریایخ
بسیاری از میکروارگانیسم‌هایی که در دریایخ (یخ‌های دریا) زندگی می‌کنند دارای پروتئین‌های ضدیخ هستند. دیاتومه‌های Fragilariopsis cylindrus و F. curta نقش کلیدی در جوامع یخی قطبی در دریا ایفا می‌کنند. پروتئین‌های ضدیخ در این گونه‌ها گسترده است و وجود ژن‌های پروتئین ضدیخ به‌عنوان یک خانوادهٔ چندژنی نشان‌دهندهٔ اهمیت این گروه برای سردهٔ Fragilariopsis است. پروتئین‌های ضدیخ شناسایی شده در F. cylindrus متعلق به یک خانوادهٔ پروتئین ضدیخ هستند که در گونه‌های مختلف نشان داده می‌شوند و می‌توانند در سایر جانداران مرتبط با یخ دریا (Colwellia spp. , Navicula glaciei , Chaetoceros neogracile و Stephos longipes و Leucosporidium antarcticum) و باکتری‌های یخ داخلی جنوبگان (Flavobacteriaceae) و همچنین در قارچ‌های مقاوم (Typhula ishikariensis، Lentinula edodes و Flammulina populicola) نیز یافت شوند.

## سیر تکاملی
تنوع و توزیع قابل توجه پروتئین‌های ضدیخ نشان می‌دهد که انواع مختلف آن‌ها در پاسخ به دورهٔ یخچالی سطح دریا که ۱ تا ۲ میلیون سال پیش در نیم‌کرهٔ شمالی و ۱۰ تا ۳۰ میلیون سال پیش در جنوبگان رخ داده است، تکامل یافته‌اند. داده‌های جمع‌آوری‌شده از حفاری اقیانوس در اعماق دریا نشان می‌دهد که توسعهٔ جریان قطبی جنوبگان، بیش از ۳۰ میلیون سال پیش شکل گرفته است. سرد شدن جنوبگان با این جریان، باعث انقراض دسته‌جمعی گونه‌های استخوانی شد که قادر به تحمل دمای انجماد نبودند. گونه‌های یخ‌ماهی‌سانیان با پروتئین ضدیخ توانستند از رویداد یخبندان جان سالم به‌در ببرند.

## کاربردهای تجاری و پزشکی
انسان‌ها در حال حاضر در حال بررسی استفاده از پروتئین‌های ضدیخ در موارد زیر هستند:
- افزایش تحمل یخ‌زدگی گیاهان زراعی و تمدید فصل برداشت در آب و هوای سردتر
- بهبود تولید ماهی در مزارع پرورش ماهی در آب و هوای سردتر
- افزایش ماندگاری مواد غذایی منجمد
- بهبود کرایوسرجری
- افزایش حفظ بافت برای پیوند یا انتقال خون در پزشکی[۲۰]
- درمان سرمازدگی
- انجماد انسان (Cryonics)

شرکت یونیلیور تأییدیهٔ بریتانیا، ایالات متحده، اتحادیهٔ اروپا، مکزیک، چین، فیلیپین، استرالیا و نیوزلند را برای استفاده از مخمر اصلاح‌شدهٔ ژنتیکی برای تولید پروتئین ضدیخ از ماهی برای استفاده در تولید بستنی دریافت کرده است.